# Vlag van de Noordelijke Centrale Provincie

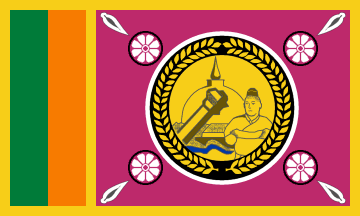
Vlag van de Noordelijke Centrale Provincie

De vlag van de Noordelijke Centrale Provincie werd op 14 november 1987 aangenomen als de vlag van de Noordelijke Centrale Provincie van Sri Lanka.

## Symboliek
De vlag lijkt op die van de nationale vlag, met de gele rand, de twee verticale groene en oranje strepen en de vier Bo-bladeren in de hoek van het kastanjebruine vak. In het midden staan echter oude ruïnes uit de Noordelijke Centrale Provincie afgebeeld, zoals een standbeeld van Parakramabahu I van Sri Lanka en een oude Sri Lankaanse stupa.